# Kamenná (Jílové)
Kamenná (německy Gesteinigt) je velká vesnice, část města Jílové v okrese Děčín. Nachází se asi jeden kilometr severozápadně od Jílového. Kamenná leží v katastrálním území Jílové u Děčína o výměře 11,18 km².

## Historie
První písemná zmínka o vesnici pochází z roku 1787.

## Obyvatelstvo
Při sčítání lidu v roce 1921 ve vsi žilo 763 obyvatel (z toho 364 mužů), z nichž bylo dvacet Čechoslováků, 734 Němců, jeden příslušník jiné národnosti a osm cizinců. Většina lidí (723 osob) byla římskými katolíky, ale kromě nich zde žilo 21 evangelíků, šest členů nezjišťovaných církví a třináct lidí bez vyznání. Podle sčítání lidu z roku 1930 měla Kamenná 1 044 obyvatel: 38 Čechoslováků, 982 Němců, jednoho příslušníka jiné národnosti a 23 cizinců. Převažovali římští katolíci (656 lidí) a 337 lidí bez vyznání. Dále ve vsi žilo 43 evangelíků, dva členové církve československé a šest členů nezjišťovaných církví.
|                                                                 | 1869 | 1880 | 1890 | 1900 | 1910 | 1921 | 1930  | 1950 | 1961 | 1970 | 1980  | 1991  | 2001  | 2011  |
| --------------------------------------------------------------- | ---- | ---- | ---- | ---- | ---- | ---- | ----- | ---- | ---- | ---- | ----- | ----- | ----- | ----- |
| Obyvatelé                                                       | 717  | 738  | 748  | 747  | 818  | 763  | 1 044 | 977  | 967  | 919  | 2 264 | 2 858 | 2 699 | 2 381 |
| Domy                                                            | 107  | 123  | 127  | 130  | 129  | 136  | 186   | 237  | —    | 222  | 215   | 256   | 246   | 260   |
| Počet domů z roku 1961 je zahrnut v domech místní části Jílové. |      |      |      |      |      |      |       |      |      |      |       |       |       |       |

## Pamětihodnosti
- Venkovská usedlost čp. 18
- Venkovská usedlost čp. 27
- Severozápadně od vesnice se nachází přírodní rezervace Holý vrch u Jílového.